# 鳳凰旅遊
鳳凰旅遊，為台灣旅遊集團之一，創立於1957年4月30日，1998年通過ISO9001認證，2001年11月30日正式掛牌上櫃（股票代號5706），成為第一家獲准上櫃旅行社，2011年10月21日櫃轉市成功，躍升為上市旅行社，成為全台首家上市旅行社，主要業務為國內外團體旅遊、豪華遊輪、機票、訂房、自由行、海外旅平險，高鐵假期、台灣旅遊，以及獎勵旅遊、員工旅遊等客製化服務。

## 成長歷史
- 1957年創立
- 1988年改制綜合旅行社
- 1995年成立成立「鳳凰旅遊基金會」
- 1998年通過ISO9001
- 2001年臺灣掛牌上櫃(股票代號: 5706)
- 2011年臺灣掛牌上巿(股票代號: 5706)
- 2018年跨足餐飲業-日月光廣場 (臺灣)「好食嗑HAUS FOOD美食街」
- 2020年成立健身房品牌-「Fitnexx」[2]

## 關係企業
- 雍利企業
- 玉山票務
- 台灣中國運通
- 雍利保險代理人(股)公司
- 柏悅股份有限公司
- 菲尼克斯健身股份有限公司[3]

## 外部連結
- 鳳凰旅遊 （页面存档备份，存于）
- 鳳凰旅遊的Facebook專頁
- 好食嗑美食街的Facebook專頁
- 玉山票務 （页面存档备份，存于）
- 雍利企業 （页面存档备份，存于）